# Stephen Gleeson
Pour les articles homonymes, voir Gleeson.
Stephen Michael Gleeson, né le 3 août 1988 à Dublin, est un footballeur irlandais qui évolue au poste de milieu de terrain à Aberdeen.

## Biographie
Il reçoit sa première sélection en équipe d'Irlande le 23 mai 2007 contre l'Équateur, et sa seconde le 26 mai 2007 face à la Bolivie.
Le 9 juin 2014, il rejoint le club de Birmingham City, équipe évoluant en Championship.
Le 19 janvier 2018, il rejoint Ipswich Town.
Le 19 juin 2018, Gleeson rejoint Aberdeen.

## Palmarès
- Membre de l'équipe type de Football League One en 2012